# Американская академия искусств и литературы
Американская академия искусств и литературы (англ. American Academy of Arts and Letters) — организация США с 250-ю членами, целью которой является помощь, поддержка и продвижение американского искусства, музыки и литературы. 
Расположена в Нью-Йорке в квартале Вашингтон-Хайтс рядом с Манхеттеном. Академия открыта для общественности согласно внутреннего распорядка. Здесь проводятся ежегодные художественные выставки, имеется зрительный зал и постоянно действующая воссозданная мастерская композитора Чарльза Айвза. Президент академии в 2015—2018 годах — Yehudi Wyner.

## История
Академия была создана в 1904 году членами National Institute of Arts and Letters наподобие Французской академии и мела это же название. Первыми семью академиками были избраны Марк Твен, Джон Хэй, Уильям Хоуэллс, Огастес Сент-Годенс, Джон Ла Фарж, Эдуард Мак-Доуэлл и Edmund Clarence Stedman. В 1908 году в академию была выбрана Джулия Уорд Хау, ставшая первой женщиной-академиком. В 1976 году академия стала называться American Academy and Institute of Arts and Letters, а с 1992 года носит настоящее имя.
Первоначально количество членов академии было ограничено 150 персонами. В 1904 году членство было увеличено до 250 человек: 50 почетных членов (элитных) и 200 — постоянных. Элитная часть называлась «академией», остальная — «институтом». К 250 гражданам Соединенных Штатов добавлялось 75 зарубежных членов. Двухуровневая система сохранялась в течение 72 лет (в 1904—1976 годах). 
За время своего существования академия учредила много наград и призов, в числе которых созданная в 1980 году премия Witter Bynner Poetry Prize для поддержки молодых поэтов. Также имеется Архитектурная премия, учреждённая в 1955 году, главной наградой которой является приз приз имени Арнольда Бруннера.

## Комплекс зданий

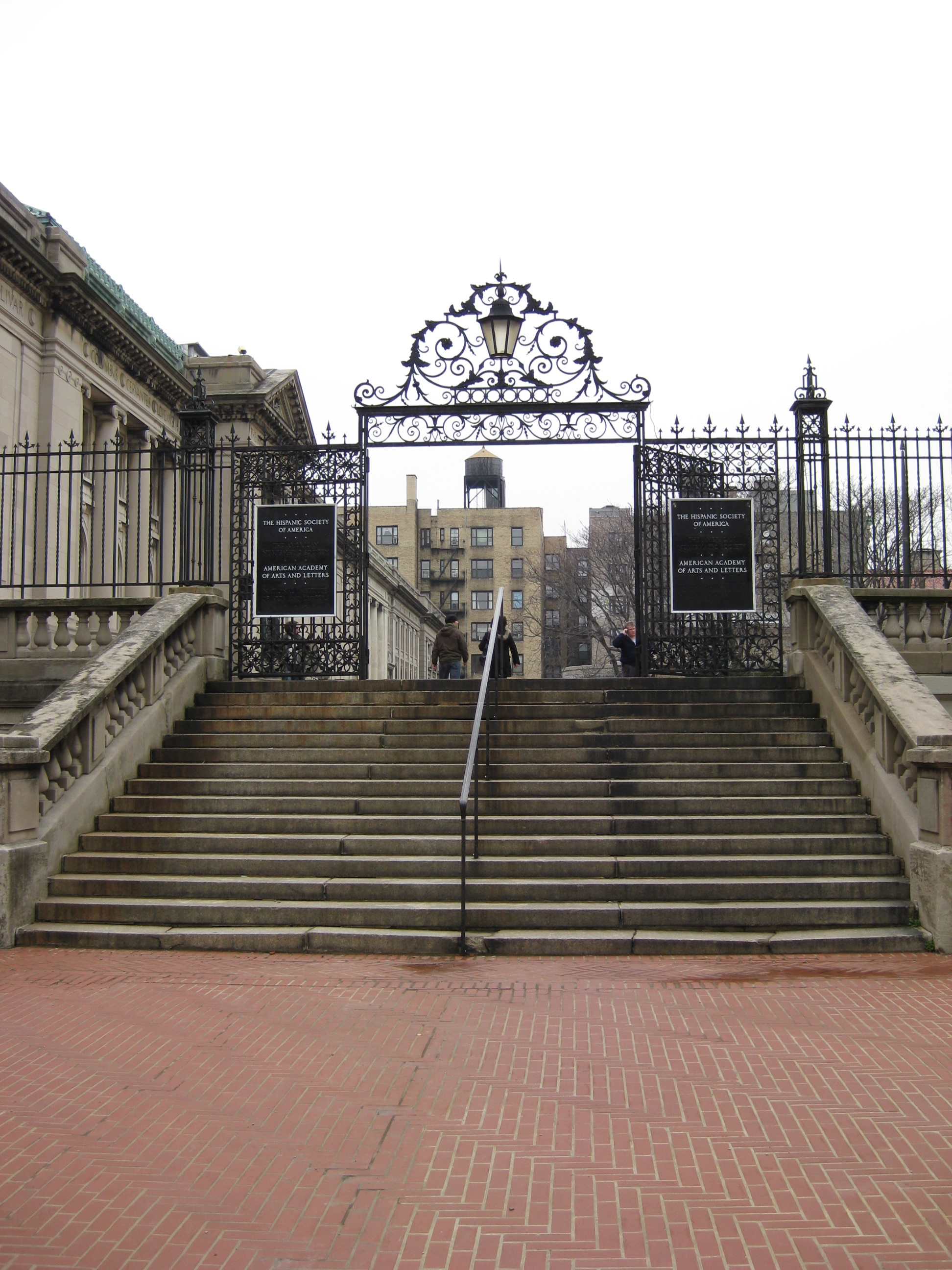
Audubon Terrace

Академия располагается в трёх зданиях в историческом месте Audubon Terrace квартала Вашингтон-Хайтс, созданных на средства Арчера Хантингтона, наследника Коллиса Хантингтона, известного американского промышленника и филантропа. 
Одно здание было спроектировано архитектором William M. Kendall из компании McKim, Mead & White и открыто в 1923 году. Другое здание было создано архитектором Кэссом Гильбертом и построено в 1928—1930 годах. Третье здание, построенное в 1929 году архитектором H. Brooks Price, в котором располагалось Американское нумизматическое общество (англ. American Numismatic Society), в 2007 году перешло в комплекс академии.